# Чемпионат России по лёгкой атлетике в помещении 2024
Чемпионат России по лёгкой атлетике в помещении 2024 года прошёл 23—25 февраля в Москве в манеже ЛФК «ЦСКА». На старт вышли 622 спортсмена из 69 регионов страны. На протяжении 3 дней были разыграны 26 комплектов медалей.
Несмотря на то, что в марте 2023 года Совет World Athletics восстановил в правах Всероссийскую федерацию лёгкой атлетики после 7 лет отстранения в связи с допинговым скандалом, на момент проведения чемпионата российские легкоатлеты по-прежнему не имели права выступать на международных соревнованиях. Причиной являлся запрет World Athletics, принятый в связи с вторжением российских войск на Украину. Таким образом, девятый год подряд на зимнем чемпионате России не проводился отбор на главный международный старт сезона (чемпионат мира в помещении).
Как и на предыдущем чемпионате, ВФЛА установила призовые выплаты сильнейшим спортсменам: победители в каждой дисциплине получали по 100 000 рублей, серебряные призёры — 60 000 рублей, бронзовые — 40 000 рублей.
К чемпионату были допущены 23 легкоатлета из Белоруссии. Они не участвовали в розыгрыше медалей чемпионата России, но боролись за призовые на общих основаниях. Белорусские легкоатлеты показали абсолютно лучшие результаты в 7 индивидуальных дисциплинах из 24:
- 60 м с барьерами (мужчины) — Виталий Парахонько (7,62)
- Прыжок с шестом (мужчины) — Матвей Волков (5,82 м)
- Тройной прыжок (мужчины) — Максим Нестеренко (16,87 м)
- Толкание ядра (мужчины) — Олег Томашевич (21,13 м)
- 60 м с барьерами (женщины) — Эльвира Граборенко (7,97)
- Прыжок в длину (женщины) — Виолетта Скворцова (6,84 м)
- Тройной прыжок (женщины) — Виолетта Скворцова (14,36 м)

В призовые тройки также попали:
- Семиборье (мужчины) — Максим Андралойть (5862 очка, 2 место)
- 60 м (женщины) — Янина Луценко (7,35, 3 место)
- 400 м (женщины) — Анна Михайлова (52,48, 2 место)
- Прыжок с шестом (женщины) — Ирина Жук (4,45 м, 2 место)

Впервые в истории соревнования многоборцев (мужское семиборье и женское пятиборье) состоялись в рамках основного чемпионата России. В прежние годы они проходили отдельно, в другие сроки и в другом городе.
Чемпионат России по бегу на 1 милю в помещении проводился отдельно 27 января в Оренбурге:

## Призёры

### Мужчины
| Дисциплина       | Золото                                                                               | Золото    | Серебро                                                                                  | Серебро    | Бронза                                                              | Бронза     |
| ---------------- | ------------------------------------------------------------------------------------ | --------- | ---------------------------------------------------------------------------------------- | ---------- | ------------------------------------------------------------------- | ---------- |
| 60 м             | Константин Крылов Красноярский край                                                  | 6,56      | Ярослав Ткалич Москва Смоленская область                                                 | 6,61       | Данил Павлов Ставропольский край                                    | 6,69       |
| 400 м            | Александр Масютенко Краснодарский край                                               | 46,09     | Никита Ленчиков Тамбовская область Липецкая область                                      | 46,51      | Данил Вешняков Санкт-Петербург                                      | 46,94      |
| 800 м            | Константин Холмогоров Москва Пермский край                                           | 1.47,21   | Николай Вербицкий Московская область Бурятия                                             | 1.47,27    | Степан Перегудов Краснодарский край Карачаево-Черкесия              | 1.47,81    |
| 1500 м           | Константин Плохотников Краснодарский край Хакасия                                    | 3.43,88   | Егор Лимонов Санкт-Петербург                                                             | 3.44,07    | Евгений Кунц Москва Алтайский край                                  | 3.44,39    |
| 3000 м           | Евгений Рыбаков Кемеровская область                                                  | 8.02,63   | Анатолий Рыбаков Кемеровская область                                                     | 8.02,73    | Константин Плохотников Краснодарский край Хакасия                   | 8.02,86    |
| 60 м с барьерами | Матвей Герасимов Краснодарский край                                                  | 7,65      | Семён Манаков Татарстан                                                                  | 7,75       | Константин Шабанов Москва                                           | 7,75       |
| Прыжок в высоту  | Данил Лысенко Москва                                                                 | 2,33 м    | Илья Иванюк Брянская область Смоленская область                                          | 2,27 м     | Никита Анищенков Москва Челябинская область                         | 2,27 м     |
| Прыжок с шестом  | Александр Соловьёв Москва                                                            | 5,77 м    | Михаил Шмыков Иркутская область                                                          | 5,66 м     | Георгий Горохов Москва                                              | 5,53 м     |
| Прыжок в длину   | Данил Чечела Московская область Красноярский край                                    | 7,88 м    | Артём Чермошанский Москва                                                                | 7,86 м     | Юрий Ожгибесов Воронежская область                                  | 7,81 м     |
| Тройной прыжок   | Дмитрий Чижиков Санкт-Петербург                                                      | 16,55 м   | Виталий Павлов Москва                                                                    | 16,41 м    | Александр Юрченко Московская область Самарская область              | 16,30 м    |
| Толкание ядра    | Максим Афонин Москва                                                                 | 19,22 м   | Константин Лядусов Ростовская область                                                    | 19,00 м    | Семён Бородаев Ставропольский край                                  | 18,44 м    |
| Семиборье        | Степан Кекин Омская область                                                          | 6074 очка | Александр Комаров Краснодарский край Смоленская область                                  | 5838 очков | Сергей Сурков Санкт-Петербург                                       | 5767 очков |
| Эстафета 4×400 м | Санкт-Петербург · Максим Гаврилюк · Максим Высоцкий · Даниил Песков · Данил Вешняков | 3.08,92   | Краснодарский край · Фёдор Кулаков · Никита Рыбак · Артём Распутин · Александр Масютенко | 3.09,06    | Москва · Алексей Серов · Илья Сазонов · Максим Попов · Никита Щукин | 3.12,41    |

### Женщины
| Дисциплина       | Золото                                                                               | Золото    | Серебро                                                                                        | Серебро   | Бронза                                                                                           | Бронза     |
| ---------------- | ------------------------------------------------------------------------------------ | --------- | ---------------------------------------------------------------------------------------------- | --------- | ------------------------------------------------------------------------------------------------ | ---------- |
| 60 м             | Кристина Макаренко Москва Красноярский край                                          | 7,13      | Виктория Максимова Чувашия Нижегородская область                                               | 7,31      | Юлия Караваева Москва                                                                            | 7,35       |
| 400 м            | Полина Ткалич Краснодарский край Алтайский край                                      | 50,78     | Анна Садовничева Белгородская область                                                          | 53,01     | Екатерина Иванова Иркутская область                                                              | 53,19      |
| 800 м            | Ольга Родиошкина Иркутская область                                                   | 2.02,02   | Мария Прохорец Брянская область                                                                | 2.02,09   | Нигина Тухтаева Санкт-Петербург                                                                  | 2.02,46    |
| 1500 м           | Светлана Аплачкина Воронежская область                                               | 4.11,01   | Ольга Вовк Ростовская область                                                                  | 4.13,21   | Юлия Попова Волгоградская область                                                                | 4.14,97    |
| 3000 м           | Ольга Вовк Ростовская область                                                        | 8.59,31   | Светлана Аплачкина Воронежская область                                                         | 8.59,74   | Любовь Дубровская Санкт-Петербург                                                                | 9.01,01    |
| 60 м с барьерами | Дарья Осипова Санкт-Петербург                                                        | 8,09      | Виктория Погребняк Томская область Алтайский край                                              | 8,16      | Ольга Брусенцева Свердловская область                                                            | 8,26       |
| Прыжок в высоту  | Наталья Спиридонова Москва Псковская область                                         | 2,00 м    | Дарья Слепова Москва                                                                           | 1,93 м    | не вручалась                                                                                     |            |
| Прыжок в высоту  | Наталья Спиридонова Москва Псковская область                                         | 2,00 м    | Мария Ласицкене Московская область Кабардино-Балкария                                          | 1,93 м    | не вручалась                                                                                     |            |
| Прыжок с шестом  | Полина Кнороз Москва                                                                 | 4,73 м    | Татьяна Калинина Москва                                                                        | 4,45 м    | не вручалась                                                                                     |            |
| Прыжок с шестом  | Полина Кнороз Москва                                                                 | 4,73 м    | Ирина Михайлова Омская область                                                                 | 4,45 м    | не вручалась                                                                                     |            |
| Прыжок в длину   | Елена Соколова Москва Белгородская область                                           | 6,78 м    | Екатерина Левицкая Краснодарский край                                                          | 6,68 м    | Вероника Семашко Санкт-Петербург                                                                 | 6,46 м     |
| Тройной прыжок   | Дарья Нидбайкина Москва Брянская область                                             | 13,86 м   | Валентина Косолапова Волгоградская область                                                     | 13,55 м   | Валерия Воловликова Москва Ростовская область                                                    | 13,46 м    |
| Толкание ядра    | Алёна Гордеева Москва Тверская область                                               | 17,02 м   | Екатерина Бурмистрова Санкт-Петербург                                                          | 16,98 м   | Наталья Тронева Краснодарский край                                                               | 16,71 м    |
| Пятиборье        | Валерия Москвитина Краснодарский край                                                | 4433 очка | Юлия Сохацкая Татарстан                                                                        | 4324 очка | Светлана Антошина Брянская область                                                               | 4114 очков |
| Эстафета 4×400 м | Санкт-Петербург · Анастасия Шакуло · Манижа Асоева · Нигина Тухтаева · Вера Филатова | 3.34,35   | Иркутская область · Кристина Вершинина · Полина Домнина · Марина Хекашвили · Екатерина Иванова | 3.34,43   | Московская область · Полина Хомякова · Ксения Коротченко · Екатерина Федяева · Вероника Архипова | 3.37,93    |

## Чемпионат России по бегу на 1 милю
Чемпионат России по бегу на 1 милю в помещении состоялся 27 января 2024 года в Оренбурге в манеже ОГПУ. Забеги прошли в рамках соревнований «Оренбургская миля». На старт вышли 18 легкоатлетов из 11 регионов страны (11 мужчин и 7 женщин).

### Мужчины
| Дисциплина         | Золото                                     | Золото  | Серебро                      | Серебро | Бронза                             | Бронза  |
| ------------------ | ------------------------------------------ | ------- | ---------------------------- | ------- | ---------------------------------- | ------- |
| 1 миля (1609,34 м) | Константин Холмогоров Москва Пермский край | 4.01,39 | Егор Лимонов Санкт-Петербург | 4.02,17 | Евгений Кунц Москва Алтайский край | 4.04,32 |

### Женщины
| Дисциплина         | Золото                                 | Золото  | Серебро                                          | Серебро | Бронза                           | Бронза  |
| ------------------ | -------------------------------------- | ------- | ------------------------------------------------ | ------- | -------------------------------- | ------- |
| 1 миля (1609,34 м) | Светлана Аплачкина Воронежская область | 4.34,62 | Лилия Мендаева Москва Ханты-Мансийский АО — Югра | 4.36,38 | Светлана Андрющенко Башкортостан | 4.48,35 |